# わたしとわたし ふたりのロッテ
『わたしとわたし ふたりのロッテ』は、ドイツの作家エーリッヒ・ケストナーが、1949年に発表した児童文学作品『ふたりのロッテ』を原作に、1991年11月9日から1992年9月5日まで日本テレビ系『三井不動産アニメワールド』枠で放送していた日本のテレビアニメ作品。三井不動産アニメワールドシリーズ最後の作品。ネット局は日本テレビとテレビ岩手、テレビ金沢、福岡放送（以上、同時ネット）および、テレビ大分（日曜9時30分 - 10時の遅れネット）のみであった。
さらに、1998年1月7日から同年2月18日までNHK衛星第2テレビジョンにおいて、BS名作アニメ劇場の月曜 - 金曜8時5分 - 8時30分または8時15分 - 8時40分枠で再放送された。

## 音楽
全29話BGMとしてブラームスの4手のためのワルツ集op.39より、第15番変イ長調が頻繁に用いられた。その他にも以下の楽曲がBGMとして用いられ、サウンドトラックにも収録されている。
- ヨハン・シュトラウス2世 ワルツ「ウィーンの森の物語」op.325
- モーツァルト 管楽器のための協奏交響曲 変ホ長調 K.Anh.9 (297b)
- J.S.バッハ パルティータ第3番 BWV827

原作でルートヴィッヒ・パルフィーが指揮している、エンゲルベルト・フンパーディンク「ヘンゼルとグレーテル」はアニメ版ででは使用されていない。

## ストーリー
作品の骨子は原作に忠実なまま、ほぼ一年にわたる放送期間に合わせ、話を膨らませてある。第4話「作戦開始」の“花火で先生を驚かすエピソード”や、第13話「ロッテの大ピンチ！」で “泳げないロッテが川に飛び込んで泳げるようになるエピソード” は、『おちゃめなふたご クレア学院物語』の影響がみられる(詳細は『ふたりのロッテ』を参照のこと)。ルイーゼロッテ・ケルナーに入れ替わりを見破られるまで、双子の電話のやり取りがないこと、未登場の人物が複数存在すること等、細かいところで原作と異なる部分もある（1949年当時一般家庭に電話は普及していない）。

## 登場人物

### 主要人物
ロッテ・ケルナー
声 - 佐久間レイ
本作の主人公。ミュンヘン育ちで、パルフィー氏とケルナー夫人の双子の妹。前髪のカールした三つ編みの茶髪が特徴で、夏休みに「子どもの家」で実姉ルイーゼと出逢う。
初めは冷たくあたるルイーゼにどう接してよいのかわからずに戸惑いベットで泣いていたが、となりで寝ていたルイーゼに優しく髪を撫でられたことや共に触れ合うこと等によって心を開くようになる。母親が働いているため、家事全般を彼女が担当していて母親から「小さな主婦さん」と呼ばれる。しっかり者かつ生真面目で頭の回転が早く、父親に似て感受性が豊かである。性格は穏やかで面倒見がよくて礼儀正しいが繊細で傷つきやすく寂しがりやなところがある。
また、普段はおとなしくて目立たないが危機的な状況に陥ったり、激しい怒りを感じたりするとルイーゼを凌ぐ力を発揮する。そのため、正義感はルイーゼ以上にあり芯が強く仲間想いなところがある。ハンスというボーイフレンドがいて、彼の大道芸をよく観に行っており、彼に好意を持っているかのような描写がある。
好きなものは魚料理、読書、ピアノ、勉強（特に算数）、料理。苦手なものはオムレツ（自身の夢に出てくるほど）、運動（特にさかあがり）、高い所。誕生日は10月14日。
ルイーゼ・パルフィー
声 - 鶴ひろみ
本作のもう一人の主人公。ウイーン育ちでパルフィー氏とケルナー夫人の双子の姉。セミロングの茶髪が特徴で夏休みに同じく「子どもの家」で実妹ロッテと出逢う。
初めは自分と瓜二つのロッテに戸惑いロッテに冷たくあたっていたが、シュテイフィーの助言やロッテを悲しませてしまったことによって心を開くようになる。父は働いていて家事全般は家政婦のレージが担当している。性格はロッテとは対照的に何かと抜けていて明るくお転婆で物事をはっきりいう性格で正義感も強く積極的で仲間想いであるが、その反面 短気ですぐに手が出てしまうところがある。
また、ロッテほどではないが繊細で傷つきやすく純粋で優しい心を持っている。好きなものはオムレツ（5つをたいらげるほど）、運動、いたずら。苦手なものは魚料理、勉強（特に算数）、料理、自分の部屋の片付け、ピアノ、髪の毛をいじられること（ロッテ以外の人に）。誕生日はロッテと同じく、10月14日。

### ルイーゼとロッテの家族
ルートヴィッヒ・パルフィー
声 - 富山敬
ルイーゼとロッテの父親でウイーンの有名な音楽家である。
感受性が豊かな心優しい性格でいつもルイーゼを暖かく見守っているが、やや優柔不断で鈍感なところがある。双子との仲は良好でとくにルイーゼとは長年の付き合いであるため、慕われている。また正体を知らないとは言え、ロッテの礼儀正しさや家庭的なところにとても感激している。激しい怒りを感じると手を顔に当てる癖がある。誕生日は8月7日。
エンディングでは、第１話は「ルートヴィッヒ」、それ以降は「お父さん」とクレジットされている。
ルイーゼロッテ・ケルナー
声 - 吉田理保子
ルイーゼとロッテの母親でミュンヘンで「ミュンヘン・グラフ」社の新聞記者をしている。
涙もろく、普段はとても穏やかで優しいがその反面ルイーゼ同様に何かと抜けており、自分の意見をはっきり言う性格で、不本意ながらもアンニーの父親を突き飛ばしたこともある。そのため、ルイーゼとはとても気が合い、親子そろってリコネコーゲル先生に叱られていた。料理も上手でロッテが幼い頃はよく作っていた。
エンディングでは、第１話は「ルイーゼロッテ」、それ以降は「お母さん」とクレジットされている。
レージ
声 - 片岡富枝
パルフィー家に仕える家政婦。
普段は家事全般をこなしており、きちんと働いているが性格は嘘つきでとてもだらしなく意地汚い。しかし根は優しくてロッテの調査に協力したり、パルフィー氏とケルナー夫人の再婚を心から祝っていた。
ペペール
パルフィー家で飼っている愛玩犬でいち早くルイーゼとロッテが入れ替わっていることに気づく。

### ルイーゼの友人
トルーデ
声 - かないみか
ルイーゼの友人。
焦げがかった茶髪の三つ編みと赤いリボンが特徴で、1年前にルイーゼと学校のクラスが一緒だったこともあった。それゆえにルイーゼがロッテと入れ替わっていると疑っていたが、泳げない筈のロッテが川で溺れていたクリスチーネの弟を助けたことで疑いを解くことができた。また、ルイーゼの短気さに小々嫌気がさしている。
クリスチーネ
声 - こおろぎさとみ
ルイーゼの友人。下におろした金髪とピンクのリボンが特徴。
明るく活発ではあるが、人の気持ちに鈍感でロッテの鼻を噛み切ることをルイーゼに提案したり、シュテッフィーの両親の離婚を口にしたこともある。しかしその反面、仲間想いで優しいところがある。
シュテッフィー
声 - 三浦雅子
ルイーゼの友人。小太りでぽっちゃりとした体格が特徴。
他の友人たちと比較して道徳的な考えの持ち主でルイーゼと顔が瓜二つのロッテの鼻を噛み切る話になった際にルイーゼを中心にロッテの気持ちを考えさせようとした。また上記の体格のゆえ、運動が苦手で大食漢である。両親の離婚をとても気にしている。
ブリギッテ
声 - 山崎和佳奈
ルイーゼの友人。モニカと同じく赤みがかった茶髪でピンクのリボンを着けているが巻いてあること以外逆のヘアースタイルである。
物を大切にする性格でルイーゼたちにボールを貸すのを嫌がっていた。また、父親がデパートの社長であるため、そのことを鼻にかけるところがある。
モニカ
声 - 兼子由利子
ルイーゼの友人。横の巻かれたセミロングでブリギッテと同じく赤みがかった茶髪と青のリボンが特徴。
甘えん坊な性格である。ニーナに「私は早く帰りたい」と話したときはトルーデから「早くママに会いたいんだもんね」と突っ込まれていた。
マルグリット
声 - 柳沢三千代
第7話で、ルイーゼに扮したロッテに分数の計算を教わったルイーゼの友人。赤毛のボブショートが特徴。第13話・第28話にも登場。

### ロッテの友人
ハンス
声 - 中原茂
ウィーンの大道芸人で一人旅をしている、ロッテのボーイフレンドで別名「風のハンス」。パルフィー氏を尊敬している。
明るく気さくで、さわやかな性格でロッテを陰ながら支えており、ロッテが再婚の危機で落ち込んでいる際にはやや厳しいことを言いながらも、イレーネのところに行こうとする彼女を止めずに励ましていた。本来はピアニストになりたかったが、家庭が貧しかったらしくなることができなかった。
イルゼ・メルク
声 - 山田妙子
ロッテの友人。
小柄のためいつもアンニーたちにいじめられている。
ニーナ
声 - 天野由梨
「こどもの家」に向かうバスの中でロッテの友達になった。
クールだが、正義感の強い性格でロッテのことでクリスチーネと口論した。

### アンニーとその仲間
アンニー・ハーバーゼッツァー
声 - 高乃麗
ロッテが通う学校の女親分でマリアとミリアと共にイルゼをいじめている。
大変裕福な父子家庭で甘やかされているため、その性格はかなり横柄でわがままである。
ルイーゼはおろか子分のふたりよりも頭が悪く、「記憶喪失」を「キオクソーセージ」と言ったり、学校のテストの成績もかなり悪い。
カンニー・ハーバーゼッツァー
声 - 福田信昭
アンニーの父親でミュンヘン一の名主。娘同様に横柄な性格をしている。
弱者に対しては威圧的な態度をとるが、娘にはめっぽう甘い。
煙草好き。
マリア
声 - 荒木香恵
アンニーの子分。ミリアとコンビを組んでいる癖毛が特徴の少女。
理解力はあるが「人格」の意味を知らないなど頭が悪い。
ミリア
声 - 大谷育江
アンニーの子分。マリアとコンビを組んでいる丸メガネが特徴の少女。
マリアよりは頭が良いがど忘れが激しい。マリアと同様に理解力はある。

### 教師たち
ムテジュウス先生
声 - 前田敏子
「こどもの家」の宿長でルイーゼとロッテを結びつけたキーパーソンである。
作中で唯一ふたりの関係に気づくがあえて深入りはせずに温かく見守る。
ウルリーケ先生
声 - 安永沙都子
「こどもの家」の教師でムテジュウス先生の協力者。
ルイーゼのお転婆っぷりに葛藤している。
ライトナー先生
声 - 千々松幸子
ロッテのピアノの先生。第14話のみ登場。
リンネコーゲル先生
声 - 安達忍
ロッテの学校の教師でとても厳格な人物である。
原作では、双子の入れ替わりを確信した、ルイーゼロッテ・ケルナーとの長い会話があり、彼女を唖然とさせていた。
クシュテットナー先生
声 - 東美江
ルイーゼの学校の教師。
グルックバウル先生
声 - 勝生真沙子
ルイーゼの学校の教師。

### その他
イレーネ・ゲルラハ
声 - 潘恵子
パルフィー氏の再婚相手。
典型的（意地悪）な継母タイプでルイーゼに嫉妬していたため、再婚したら彼女を家から追い出すつもりでいた。しかし、パルフィー氏への愛情は本物で別れ話の際に涙を流したり、パルフィー氏の再婚を陰ながら祝うなど意外と純情な一面もある。
ゲルラハ氏
声 - 八木光生
イレーネの父親。
ドクトル・ベルナウ
声 - 秋元羊介
「ミュンヘン・グラフ」社の編集長で自称ケルナー夫人のケンカ友達でしょっちゅうもめているが彼女のことを大いに信頼しており、それと同時に恋心も抱いている(原作では、恋心を示す描写はない)。
明るく気さくな性格でルイーゼとロッテの相談相手になるほど慕われており、特にルイーゼとは結婚式の際にかるくじゃれあっている。ふたりのことを気にかけていることから、再婚後は円満な家庭生活になっていたことがうかがえる。
シュトローブル先生
声 - 西川幾雄
パルフィー家の主治医。
パルフィー氏のコンサートをよく観にきている。特にロッテとの相性がよくて彼女のことをよく気にかけていた。
アイペルダウアー
声 - 島香裕
ルイーゼとロッテのツーショットを撮ったカメラマン。
フーバー親方
声 - 辻親八
ルイーゼとロッテに肉料理を教えた肉屋の親方。
ワーゲンターラー
声 - 秋元千賀子
ルイーゼとロッテに野菜料理を教えた八百屋のおかみさん。
ガベーレさん
声 - 北村弘一
パルフィー家のとなりに住んでいる売れない画家。
いつも部屋にこもっているため体が弱くて人づきあいが苦手であるがロッテに看病されて以来彼女にのみ心を開くようになり、最終的には彼女の相談相手になるまでの関係となった。再婚後はロッテの提案により、パルフィー氏のアトリエで絵を描いている。
ナレーション
声 - 久米明
主に前回の振り返りと物語の締めを担当する。

## スタッフ
- 原作 - Erich Kästner "Das doppelte Lottchen" (高橋健二翻訳、岩波書店)
- 企画 - 武井英彦（NTV）
- チーフディレクター - こだま兼嗣
- キャラクターデザイン - 関修一
- 総作画監督 - 平山智
- 美術監督 - 水谷利春
- 撮影監督 - 池上元秋
- 音楽 - 大谷和夫
- 録音監督 - 山田悦司
- 音楽監督 - 鈴木清司
- 音響効果 - 糸川幸良
- 編集 - 鶴渕充寿
- 文芸担当 - 小野田博之
- 制作担当 - 吉岡昌仁
- アシスタントプロデューサー - 家野喜世史
- プロデューサー - 伊藤響（NTV）、尾崎穏通（TMS）
- 企画制作 - 日本テレビ
- 製作 - 東京ムービー新社

## 主題歌
オープニングテーマ「イマージュな関係」
作詞 - 及川眠子 / 作曲 - 松本俊明 / 編曲 - 門倉聡 / 歌 - Wink
エンディングテーマ「追憶のヒロイン」
作詞 - 及川眠子 / 作曲 - 門倉有希 / 編曲 - 門倉聡 / 歌 - Wink

## 各話リスト
| 話数 | サブタイトル             | 脚本     | 絵コンテ   | 演出       | 作画監督        | 放送日         |
| ---- | ------------------------ | -------- | ---------- | ---------- | --------------- | -------------- |
| 1    | 出会い                   | 翁妙子   | こだま兼嗣 | 岡崎ゆきお | 本木久年        | 1991年 11月9日 |
| 2    | 運命の糸                 | 翁妙子   | こだま兼嗣 | 中野頼道   | 杉山東夜美      | 11月16日       |
| 3    | 湖の誓い                 | 翁妙子   | 知吹愛弓   | 中野頼道   | 不明            | 11月23日       |
| 4    | 作戦開始                 | 翁妙子   | こだま兼嗣 | 山本泰一郎 | 佐々木恵子      | 11月30日       |
| 5    | ふたごの長い一日         | 島田満   | こだま兼嗣 | 中野頼道   | 本木久年        | 12月7日        |
| 6    | 名コックと迷コック       | 島田満   | 岡崎ゆきお | 知吹愛弓   | 杉山東夜美      | 12月14日       |
| 7    | 初めての授業で…          | 島田満   | 知吹愛弓   | 岡崎ゆきお | 杉山東夜美      | 12月21日       |
| 8    | お父さんの誕生日         | 島田満   | こだま兼嗣 | 山本泰一郎 | 佐々木恵子      | 1992年 1月11日 |
| 9    | お母さんの手料理         | 山崎晴哉 | 岡崎ゆきお | 岡崎ゆきお | 本木久年        | 1月18日        |
| 10   | 天才ピアニスト誕生       | 山崎晴哉 | こだま兼嗣 | 知吹愛弓   | 兵頭敬          | 1月25日        |
| 11   | 小さな探偵団             | 島田満   | こだま兼嗣 | 中野頼道   | 杉山東夜美      | 2月1日         |
| 12   | 秘密をつきとめた         | 島田満   | 青木悠三   | 山本泰一郎 | 佐々木恵子      | 2月8日         |
| 13   | ロッテの大ピンチ!        | 翁妙子   | 岡崎ゆきお | 岡崎ゆきお | 山本清          | 2月15日        |
| 14   | ピアノなんて弾けない     | 翁妙子   | 青木悠三   | 知吹愛弓   | 兵頭敬          | 2月22日        |
| 15   | ロッテ助けて!            | 山崎晴哉 | こだま兼嗣 | 中野頼道   | 杉山東夜美      | 2月29日        |
| 16   | 運命のいたずら           | 山崎晴哉 | 山本泰一郎 | 山本泰一郎 | 佐々木恵子      | 3月7日         |
| 17   | ミュンヘンは大さわぎ!    | 島田満   | こだま兼嗣 | 岡崎ゆきお | 山本清          | 3月14日        |
| 18   | お父さんとお母さんの再会 | 島田満   | 青木悠三   | 中野頼道   | 兵頭敬          | 3月21日        |
| 19   | お父さんってわからない!? | 翁妙子   | 知吹愛弓   | 知吹愛弓   | 阿部純子        | 3月28日        |
| 20   | 新しい味方・ガベーレさん | 翁妙子   | 山本泰一郎 | 山本泰一郎 | 佐々木恵子      | 4月11日        |
| 21   | お父さん結婚しないで!    | 翁妙子   | 青木悠三   | 中野頼道   | 山本清 阿部純子 | 4月18日        |
| 22   | ロッテがあぶない!?       | 山崎晴哉 | 青木悠三   | 岡崎ゆきお | 杉山東夜美      | 5月9日         |
| 23   | ごめんなさい!お母さん    | 山崎晴哉 | 山本泰一郎 | 山本泰一郎 | 兵頭敬          | 5月23日        |
| 24   | 待ってて、ロッテ!        | 山崎晴哉 | 青木悠三   | 岡崎ゆきお | 滝口禎一        | 7月4日         |
| 25   | よみがえった愛!?         | 島田満   | 知吹愛弓   | 知吹愛弓   | 山本清          | 7月18日        |
| 26   | サヨナラなんて、いや!    | 翁妙子   | 山本泰一郎 | 中野頼道   | 兵頭敬 阿部純子 | 8月1日         |
| 27   | たったひとつの二人の願い | 翁妙子   | こだま兼嗣 | 岡崎ゆきお | 山本清          | 8月15日        |
| 28   | 最高の誕生日             | 翁妙子   | こだま兼嗣 | 山本泰一郎 | 平山智 阿部純子 | 8月29日        |
| 29   | 初めての家族旅行         | 島田満   | こだま兼嗣 | 岡崎ゆきお | 阿部純子        | 9月5日         |

## ミュージカル
1992年7月20日から同年8月31日まで、本アニメをベースとした後楽園ファミリーミュージカル「わたしとわたし—ふたりのロッテ—」が後楽園アイスパレス劇場で上演された。

### スタッフ
- 演出・脚本 … 藤村信一
- 作曲・音楽監督 … 山口琇也
- 振付 … 神雄二
- アニメ協力 … 東京ムービー新社
- プロデューサー … 山田比古三
- 製作 … イマジンミュージカル、今川ゆかり
- 主催 … 讀賣新聞社、報知新聞社

### 主要キャスト
- ロッテ … 佐藤舞
- ルイーゼ … 本間恵里
- ロッテのお母さん … 森田恵
- ルイーゼのお父さん … 三ツ木清隆
- イレーネ（ダブルキャスト） … 村田香織、木村多江
- レージ … 大和なでし子

## メディア、出版物　等
- ビデオソフト（VHS）廃盤
- テレビアニメを元にした単行本がポプラ社から出版されている。
  - エーリッヒ・ケストナー、里美有紀 『わたしとわたし―ふたりのロッテ』 ポプラ社、1992年。ISBN 4-591-03718-5
  - エーリッヒ・ケストナー、里美有紀 『わたしとわたし〈2〉ふたりのロッテ　最高のたんじょう日』 ポプラ社、1992年。ISBN 4-591-04170-0